# باد گیری
باد گیری (انگلیسی: Bud Geary؛ ۱۵ فوریه ۱۸۹۸ – ۲۲ فوریه ۱۹۴۶) بازیگر اهل ایالات متحده آمریکا بود.
از فیلم‌هایی که وی در آن نقش داشته‌است، می‌توان به رابین هود، دکتر سیتن مرموز و به شکار ارواح می‌رویم اشاره کرد.